# Serge Michel (acteur)
Pour les articles homonymes, voir Serge Michel et Michel.
Serge Michel est un comédien belge né à Choisy-le-Roi (France) le 22 juin 1923 et mort à Bruxelles le 19 avril 1987.

## Formation
Après des humanités gréco-latines chez les Jésuites au collège Saint-Servais de Liège, où il acheva sa rhétorique en juin 1941, il obtint le diplôme de docteur en droit à l'Université de Liège en 1949, il était aussi Docteur en Histoire de l'Art et Archéologie.

## Carrière
Il débuta en 1951 au Théâtre royal du Parc à Bruxelles dans C'est un vagabond de Renée et Gabriel Arout. En 1953, il se produisit pour la première fois au Théâtre national de Belgique dans À quoi rêvent les jeunes filles d'Alfred de Musset. En 1964, il revint au Théâtre royal du Parc pour trois saisons et en 1967, il était à l'affiche au Rideau de Bruxelles dans Fantasio d'Alfred de Musset. L'année suivante, il entra à la Compagnie des Galeries où il restera jusqu'à son décès. Il joua de nombreuses pièces de boulevard aux côtés de Christiane Lenain et de Jean-Pierre Loriot au Théâtre royal des Galeries à Bruxelles, ainsi qu'en tournée en Belgique et en France.
Il a été le compagnon de Jacques Careuil, animateur belge de la RTB.
Serge Michel meurt à Bruxelles le 19 avril 1987, à l’âge de 63 ans.

## Récompenses
- 1982 : Ève du Théâtre